# Arhidieceza de Salzburg
Arhidieceza romano-catolică de Salzburg (în latină Archidioecesis Salisburgensis) este una din cele două arhiepiscopii mitropolitane ale Bisericii Romano-Catolice din Austria, cu sediul în orașul Salzburg. În prezent are patru episcopii sufragane: Dieceza de Feldkirch, Dieceza de Graz-Seckau, Dieceza de Gurk și Dieceza de Innsbruck.

## Istorie
Conform lucrării Vita Sancti Severini a cronicarului Eugippius, în capitala provinciei romane Noricum, orașul Juvavum (viitorul Salzburg) existau încă din anul 450 d.Hr două biserici și o mănăstire. Unul dintre stareții mănăstirii, Maximus, discipol al Sfântului Severin, ar fii devenit primul episcop al acestui oraș, fiind martirizat în anul 476 de către armatele lui Odoacru. După căderea Imperiului Roman de Apus, provincia Noricum a fost evacuată, iar orașul Juvavum a fost în mare parte abandonat.
Din secolul al VI-lea d.Hr, fosta provincie a intrat sub controlul triburilor germanice bavareze care s-au amestecat cu puțina populație romană care nu a părăsit regiunea. În anul 696, Sfântul Rupert (660-710), episcop de Worms, a venit în această regiune pentru a o creștina. După ce a construit o biserică în apropiere de Seekirchen a descoperit ruinele pline de vegetație ale vechiului oraș Juvavum și o rămășiță a populației romanice ce a păstrat tradițiile creștine. Rupert a decis să construiască în această zonă un locaș monahal, Abația Sfântul Petru, iar după recreștinarea provinciei numele orașului a fost schimbat în Salzburg. În anul 739 Bonifacius (672-755) a definitivat opera misionară a Sfântului Rupert prin întemeierea unei episcopii la Salzburg și așezarea ei sub autoritatea ecleziastică a Arhiepiscopiei de Mainz. Primul episcop a fost Virgil de Salzburg. 
În timpul episcopului Arno (750-821), în anul 785, dieceza de Salzburg a fost ridicată la rangul de arhidieceză de către Papa Leon al III-lea (795-816), având autoritate peste toate episcopiile din Bavaria. Arno a ordonat de asemenea copierea a 150 de volume de la curtea împăratului Carol cel Mare (748-814) și înființarea celei mai vechi biblioteci din Austria. În anul 907, arhiepiscopul Dietmar a căzut victimă în fața incursiunilor maghiare asupra teritoriilor germane. În perioada ce a urmat, arhiepiscopia de Salzburg a jucat un rol important în cadrul Sfântului Imperiu Roman. Cu toate acestea au existat și dispute între împărat și arhiepiscop. De exemplu, arhiepiscopul Gebhard (1010-1088) a intrat în conflict cu Henric al IV-lea după ce l-a susținut pe Papa Grigore al VII-lea (1073-1085) în timpul Controversei Învestiturii.
În secolul al XVIII-lea arhiepiscopii de Salzburg au reușit să angajeze muzicieni renumiți, precum Leopold Mozart, Wolfgang Amadeus Mozart și Michael Haydn. Ultimul arhiepiscop de Salzburg care a deținut și puterea seculară a fost Hieronymus von Colloredo. Arhiepiscopia de Salzburg a fost secularizată în anul 1803. A fost reînființată în anul 1818.